# Tarzan trouve un fils
Pour les articles homonymes, voir Tarzan (homonymie).
Série
Tarzan s'évade Le Trésor de Tarzan
Pour plus de détails, voir Fiche technique et Distribution.
Tarzan trouve un fils (Tarzan Finds a Son!) est un film américain réalisé par Richard Thorpe, sorti en 1939.

## Synopsis
Un avion s'écrase dans la jungle avec à son bord Richard Lancing et sa famille. Le seul survivant est un bébé, le fils de Richard, et il est retrouvé par Tarzan et Jane, qui l'élèvent comme leur propre fils. Cinq ans plus tard, Jane commence à se rendre compte que la jungle est dangereuse pour élever "Boy", un enfant espiègle et malicieux. Or un safari organisé par Sir Thomas Lancing pour rechercher les disparus trouve l'épave de l'avion. Sir Thomas veut continuer les recherches, mais son cousin Austin, qui veut hériter de Richard des vastes propriétés des Lancing, est heureux d'accepter les explications de Jane, selon lesquelles il n'y a pas de survivant. Sir Thomas n'est cependant pas convaincu et, quand il remarque la ressemblance de Boy avec les Lancing, Austin et sa femme proposent de prendre l'enfant avec eux, s'assurant ainsi le contrôle de l'héritage. Thomas refuse, mais Austin le retient prisonnier et convainc Jane de lui confier l'enfant. Tarzan n'est pas d'accord, mais Jane le piège dans une grotte et emmène l'enfant avec elle pour conduire l'expédition hors de la jungle. Thomas met en garde Jane sur les dangers que court Boy, mais Austin le tue avant qu'il puisse les aider à s'échapper. Peu après, le groupe est capturé par des cannibales et Jane risque sa vie pour permettre à Boy de s'échapper. Boy, malgré les périls rencontrés, libère Tarzan, et ils arrivent avec une armée d'éléphants pour dévaster le village des sauvages. Tarzan pardonne à Jane, et tous les trois réunis retournent chez eux. 

## Fiche technique
- Titre original : Tarzan Finds a Son!
- Titre français : Tarzan trouve un fils
- Réalisation : Richard Thorpe
- Scénario : Cyril Hume d'après les personnages créés par Edgar Rice Burroughs
- Direction artistique : Cedric Gibbons
- Décors : Glenn Barnes
- Photographie : Leonard Smith
- Son : Douglas Shearer
- Musique : William Axt
- Montage : Gene Ruggiero et Frank Sullivan
- Production : Sam Zimbalist
- Société de production : Metro-Goldwyn-Mayer
- Société de distribution : Loew's Inc.
- Pays de production :  États-Unis
- Langue originale : anglais
- Format : Noir et blanc - Sepiatone — 35 mm — 1,37:1 - Son Mono (Western Electric Sound System)
- Genre : Film d'aventure
- Durée : 82 minutes
- Dates de sortie : 
  - États-Unis : 16 juin 1939
  - Belgique : 3 janvier 1945
  - France : 5 janvier 1945

## Distribution
Légende : 1er doublage / 2e doublage (1975)
- Johnny Weissmuller (VF : Jacques Erwin / Jean Roche) : Tarzan
- Maureen O'Sullivan (VF : Colette Broïdo / Monique Thierry) : Jane Parker
- Johnny Sheffield (VF : Vincent Ropion) : Boy
- Ian Hunter (VF : Roland Ménard) : M. Austin Lancing
- Henry Stephenson (VF : Jean Brochard / Jean-Henri Chambois) : Sir Thomas Lancing
- Frieda Inescort (VF : Maria Tamar) : Mme Lancing
- Henry Wilcoxon (VF : Jacques Thébault) : M. Sandee Sande
- Laraine Day (VF : Claude Chantal) : Mme Richard Lancing
- Morton Lowry (VF : Michel Derain) : M. Richard Lancing
- Gavin Muir (non crédité) : Le pilote

et Cheeta

## Galerie

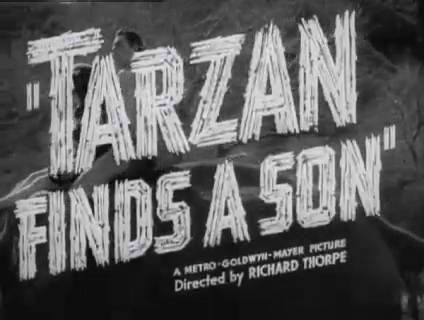
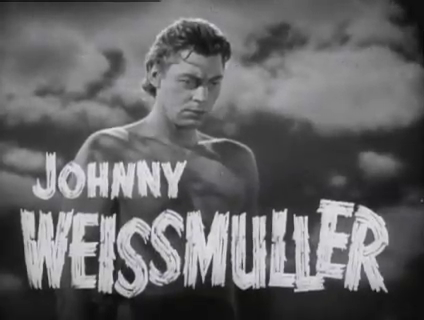
Johnny Weissmuller
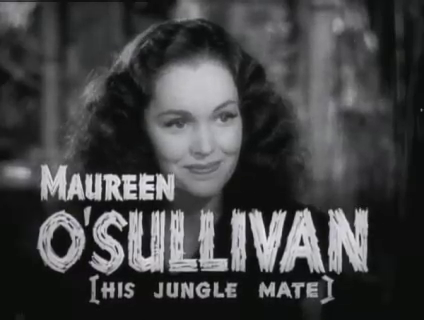
Maureen O'Sullivan
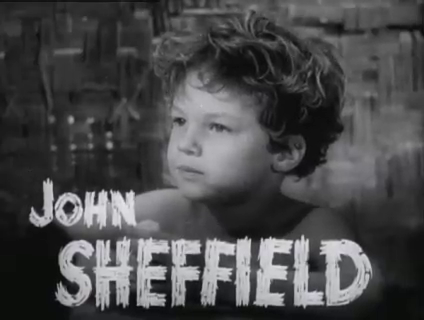
Johnny Sheffield
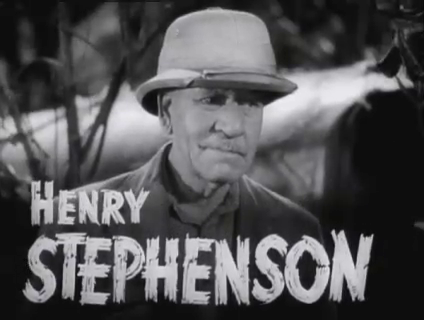
Henry Stephenson
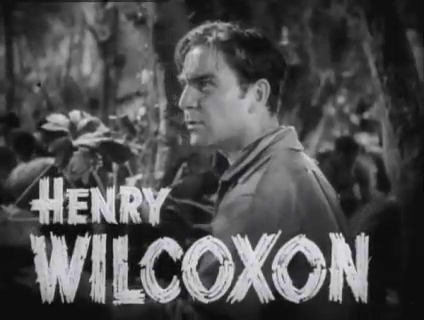
Henry Wilcoxon
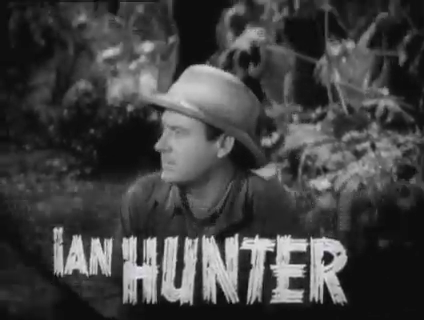
Ian Hunter
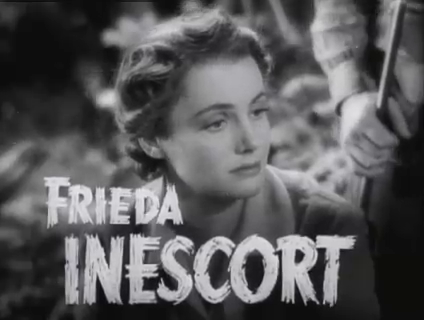
Frieda Inescort
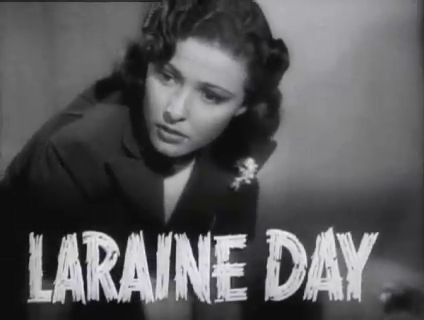
Laraine Day

## Production
- Le planning initial de tournage du film fut modifié pour tenir compte du fait que Maureen O'Sullivan était enceinte. Le studio voulait au départ la remplacer par une autre actrice, mais les distributeurs insistèrent pour que ce soit elle qui reprenne le rôle de Jane[1]
- Les dernières scènes du film furent tournées au début du tournage afin de faire participer pleinement Maureen O'Sullivan enceinte, et de gros plans du visage de l'actrice furent filmés.
- Dans le scénario original, Jane est blessée dans le dos par une lance en secourant Boy, et elle meurt peu après avoir été retrouvée par Tarzan. Dans un courrier à la M-G-M, Edgar Rice Burroughs indiqua qu'il regrettait la mort de Jane dans le script et qu'il avait peur que cette fin ait une répercussion négative sur le box-office. Le film avec la scène de la mort de Jane fut montré en "preview", mais les commentaires désapprouvaient cette fin. La version telle qu'on la voit aujourd'hui fut celle qui sortit finalement sur les écrans[1].